# FlashGet
FlashGet (anteriormente conhecido como JetCar) é um Gerenciador de downloads freeware para Microsoft Windows. Disponível originalmente em apenas uma versão, a gratuita.

## Características
- Integração com navegadores web como Internet Explorer, Opera, Netscape, SeaMonkey, Mozilla Firefox, Avant Browser, Maxthon
- Pode descarregar uma seqüência de arquivos
- Descarrega um arquivo de diversos servidores
- Divide arquivos a serem descarregados em seções, e descarrega todas as seções simultaneamente
- Ferramenta integrada de pesquisa na internet
- Suporte a idiomas
- Aceita os protocolos HTTP, FTP, MMS, RTSP, BitTorrent e desde a versão 1.8.4 eDonkey[1]
- Gerencia facilmente arquivos descarregados
- Suporte ao Windows Vista.